# Txiki Festival
Le Txiki Festival (Txiki pour petit, en langue basque) est un festival de cinéma et d'éducation aux images et aux médias pour enfants qui a eu lieu chaque année à Biarritz (Pyrénées-Atlantiques, et aussi Communauté d'agglomération du Pays Basque).

## Lieux et date
Ce rendez-vous pour enfants et préadolescents se déroule sur cinq jours lors des vacances de Toussaint, en différents lieux de Biarritz : au cinéma Le Royal, à la médiathèque et au casino municipal de Biarritz.

## Objet
Dédié à l'éducation aux images et aux medias, le Txiki Festival est organisé entre projections de courts et longs métrages, et ateliers d'éducation audiovisuelle et d'animations créatives. 
Un court-métrage, tourné pendant le Txiki Festival, est réalisé chaque année, ainsi qu'une émission de radio.

## Organisation
Virginie Sassoon préside le Txiki Festival, créé en 2013.
François Saltiel en est le vice-président.

## Historique

### 2020
La 8e édition du Txiki Festival a lieu du 17 octobre au 2 novembre 2020. 
Pour cause d'épidémie de la Covid-19, le festival de cinéma et d’éducation aux images pour le jeune public a lieu en ligne, à la place de l'accueil des enfants au casino municipal. 
Aldebert est le parrain du Txiki Festival en 2020. Le chanteur lance aux jeunes le défi d'écrire une chanson autour du thème du festival, et composera la musique de la ou les meilleures propositions. Divers autres défis créatifs sont également proposés..

### 2019
Pour la 7e édition du Txiki Festival, l'actrice et chanteuse Claire Keim a endossé le rôle de marraine de la manifestation.

### 2018
Pour la 6e édition du Txiki Festival, le journaliste de télévision et radio Thomas Sotto a été le parrain du festival.

### 2017
Pour la 5e édition du Txiki Festival en 2017, l'humoriste, acteur et réalisateur Marc Jolivet est le parrain du festival.

### 2016
Pour sa 4eme édition, le parrain du Txiki festival est Mathias Malzieu, présenté dans l'article comme "le leader de" Dionysos (groupe français).
Pour un compte-rendu vidéo, on peut voir notamment, sur Vimeo : 
- Alice Lalanne, « TXIKI FESTIVAL 4ᵉ édition - Festival de cinéma pour enfants (Biarritz) », sur Vimeo

## Contributions
Le Txiki Festival a pu bénéficier, dans son développement, du financement participatif et de ses nombreux aspects communautaires.
Txiki Productions a fait appel à Ulule pour réunir des dons de soutien au projet, du fait des besoins « pour certains ateliers, pour rémunérer des intervenants et louer des films. ».